# 中朝国境

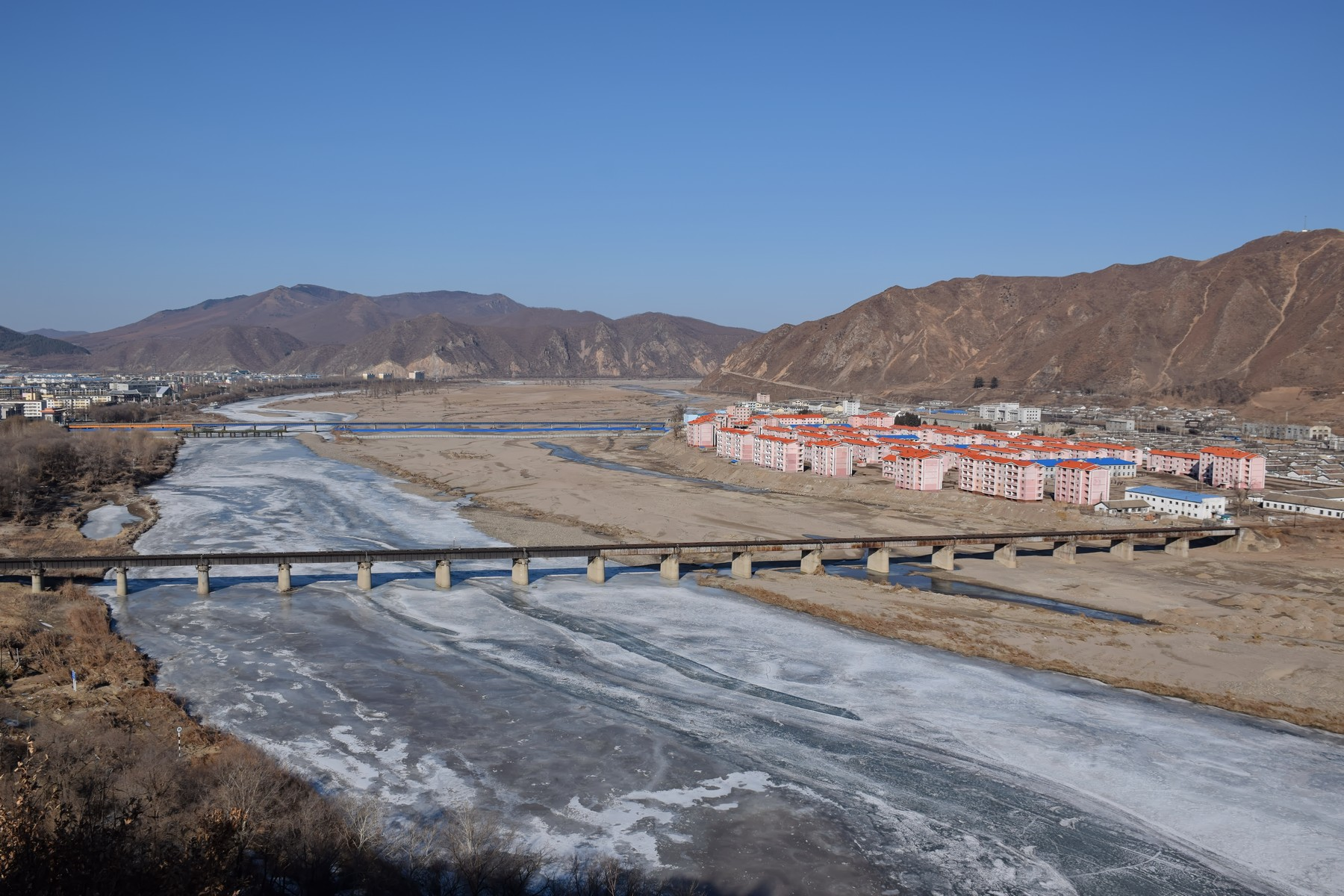
図們江左岸は中国図們市、右岸は北朝鮮南陽労働者区。

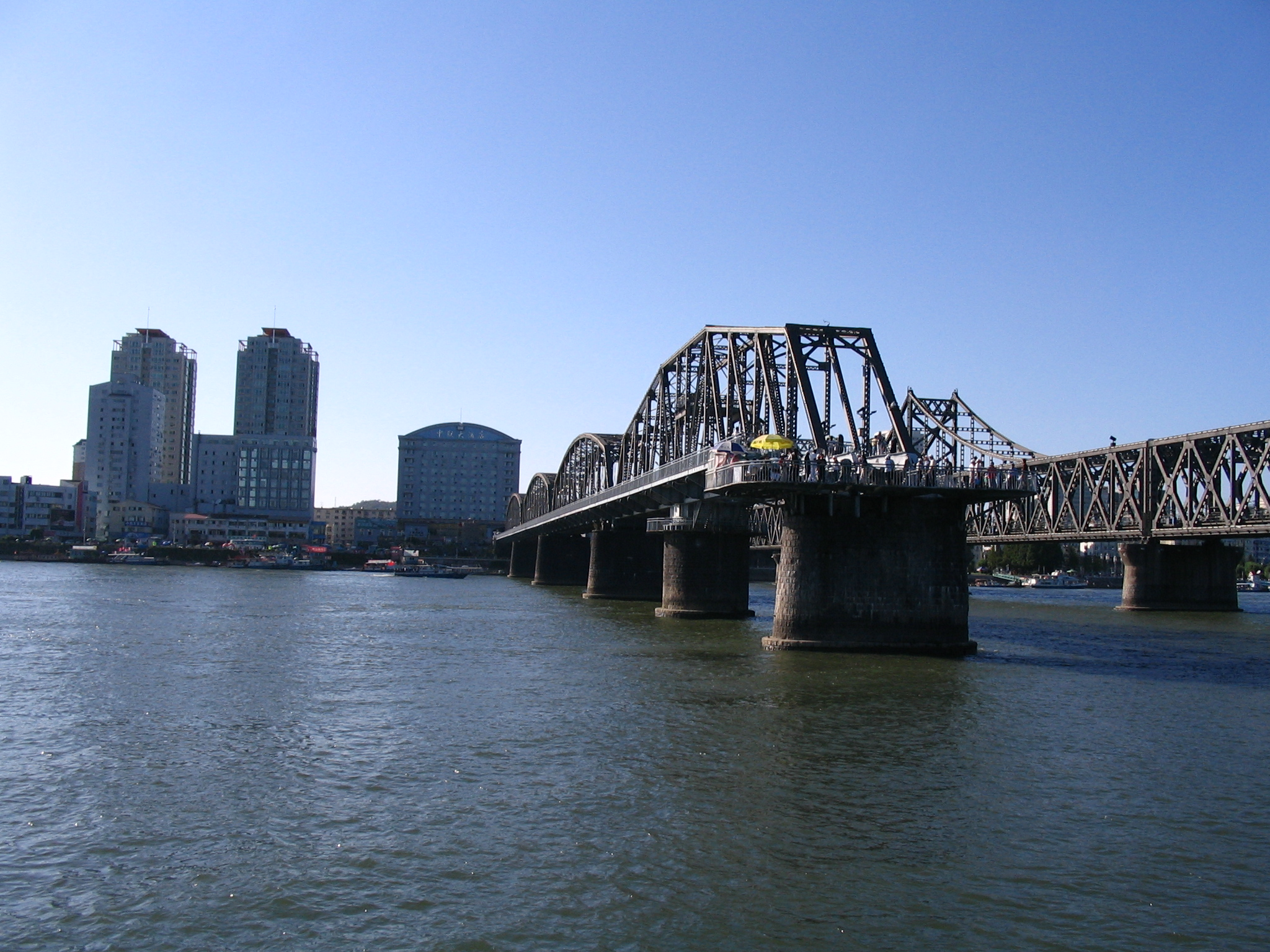
遼寧省丹東市にある中朝友誼橋（右側）。中央の橋は中国側で途切れた鴨緑江断橋

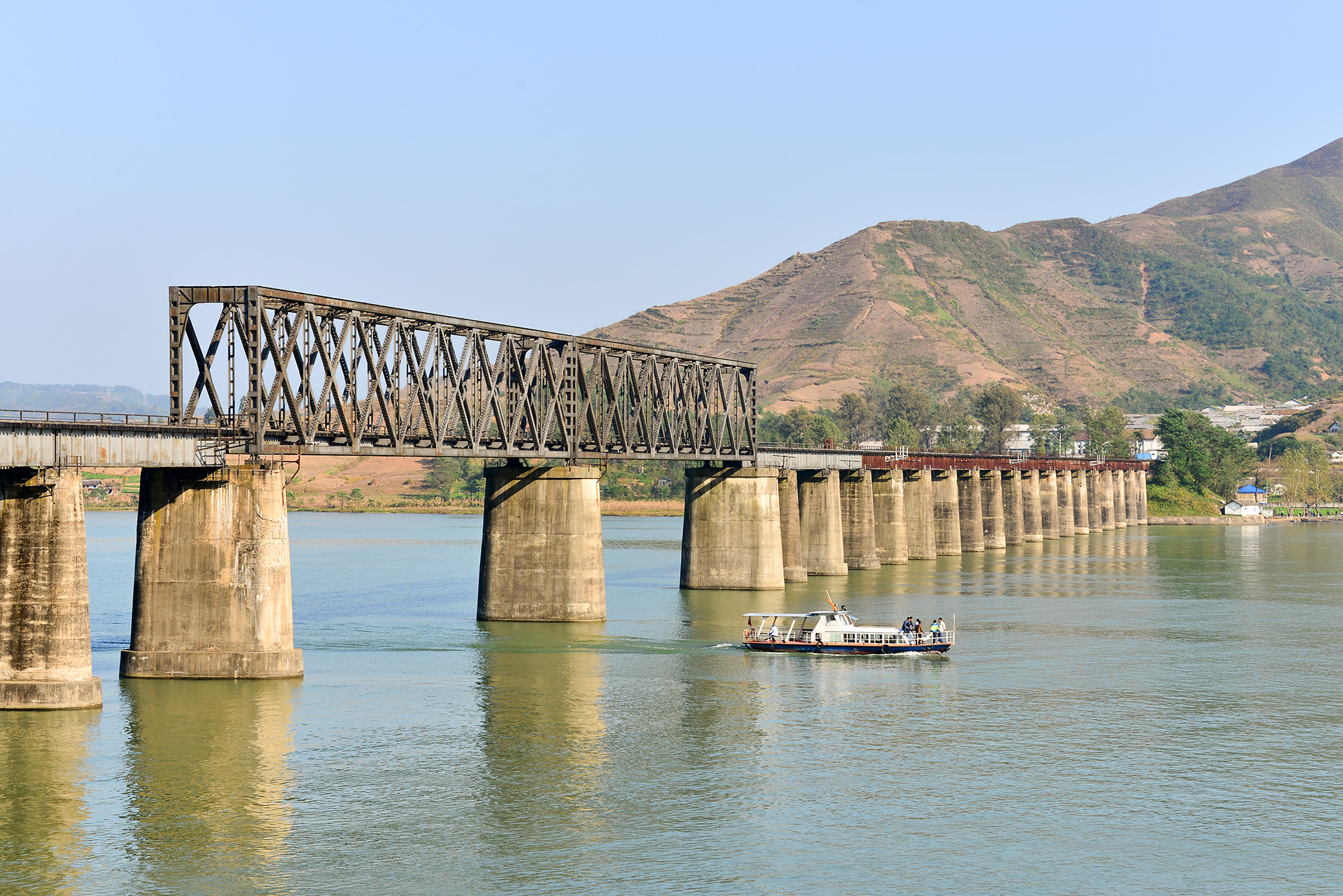
上河口国門鉄道橋

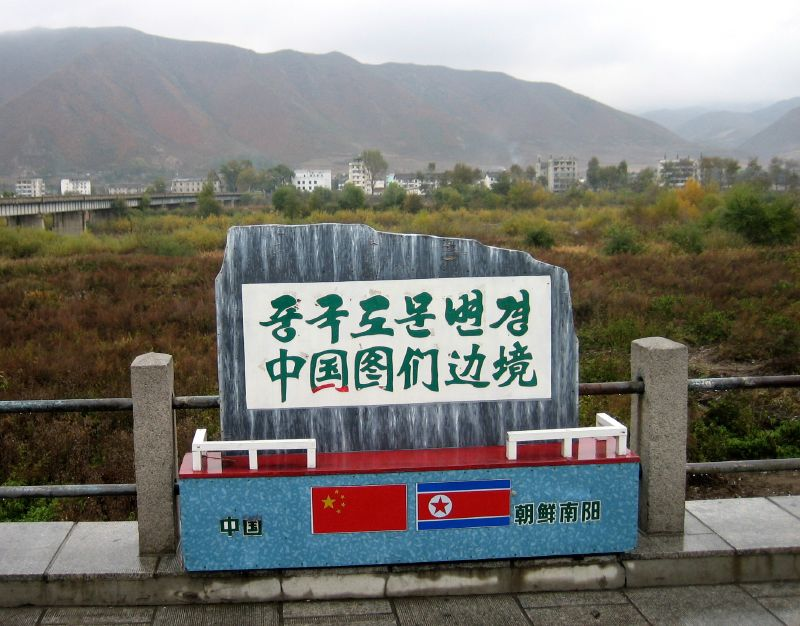
吉林省にある中朝辺界碑

中朝国境（ちゅうちょうこっきょう）は、中華人民共和国（中国）と朝鮮民主主義人民共和国（北朝鮮）との間の国境である。国境線の総延長は約1,420 kmであり、そのうち河川による自然国境が93 %を占める。

## 地理
中朝国境は鴨緑江、白頭山（長白山）および豆満江（図們江）から形成される。中朝国境のうち鴨緑江が795 kmを占め、全長の56 %に相当する。豆満江が国境全長の37 %を占めるほか、白頭山が107 km（全長の7 %）を占める。豆満江の河口から約17 kmの地点（中露朝三国国境）が中朝国境の北東側の終点であり、中露国境と露朝国境の起点を形成する。
国境に接する最大の都市は中国の遼寧省丹東市である。対岸には北朝鮮の平安北道新義州市がある。2つの都市は国境西端の黄海に面した鴨緑江デルタ上にあり、中朝友誼橋で結ばれている。
鴨緑江には205の島（中州）がある。北朝鮮と中国との間の1962年の国境条約により、それぞれの島に住んでいる民族によって所属国を分けた。北朝鮮は127、中国は78の島を有している。この分割基準により、黄金坪などの一部の島は、川の中国側に位置しているが北朝鮮に属している。両国とも、デルタ地帯を含む鴨緑江の航行権を有している。
鴨緑江の源流は白頭山の天池であり、ここは満州民族と朝鮮族の発祥の地であるとされる。この湖は、国境の東側を形成する豆満江の源流でもある。
中朝間の貿易の多くは丹東港で行われている。
丹東の旅行者は、高速船に乗って鴨緑江の北朝鮮側の河岸やその支流に入ることができる。

## 歴史
朝鮮半島初の統一国家である新羅の領土は大同江下流域までであったが、高麗の全盛時になると北西部の領土は鴨緑江の下流部にまで広がった。その後李氏朝鮮の全盛時には、北の境界は鴨緑江・豆満江に達した。明は豆満江の両岸に地方行政機関を設置し、朝鮮に隣接する豆満江の南岸に会寧、富寧、鐘城、隠城、慶源、慶興の6つの町を設立した。
1712年、朝鮮政府は清の康熙帝の要求に応じて、鴨緑江・豆満江の共通の源流である天池のある白頭山の境界を明らかにするために穆克登を派遣して調査を行い、白頭山から南東に4kmほど下った地点の分水嶺上に「大清烏喇総管穆克登奉旨査辺、至此審視、西為鴨綠東為土門、故於分水嶺上勒石為記」（大清烏喇の総管・穆克登は、辺境の調査の勅旨を奉じて、この地に至ってよく観察を行い、西の国境を鴨緑とし、東の国境を土門とするので、分水嶺上において記録のために石に刻む）と記された石碑「定界碑」を立てた。これにより、天池や白頭山の山頂は全て清の領土に含まれた。
1885年9月から11月にかけて、清朝両国は「乙酉勘界」と呼ばれる第1次勘界（国境調査と交渉）を実施した。朝鮮側は、石碑に記された「土門」とは豆満江の北にある「土門江」（豆満江の支流・嘎呀河水系の海蘭江に流れる川）のことであるとし、その間にある間島の領有を主張した。清は、自然な国境は豆満江であるとして譲らず、合意に至らなかった。1887年4月から5月にかけて「丁亥勘界」と呼ばれる第2次勘界が行われた。両国は、いわゆる「土門江」と「豆満江」が「図們江」と同音であり、同一の河川であることに全会一致で合意したが、豆満江の源流がどこであるかで意見が相違した。朝鮮側は豆満江の最北端の支流の紅土水、清は最南端の支流の石乙水が源流と主張したため、またも合意に至らなかった。

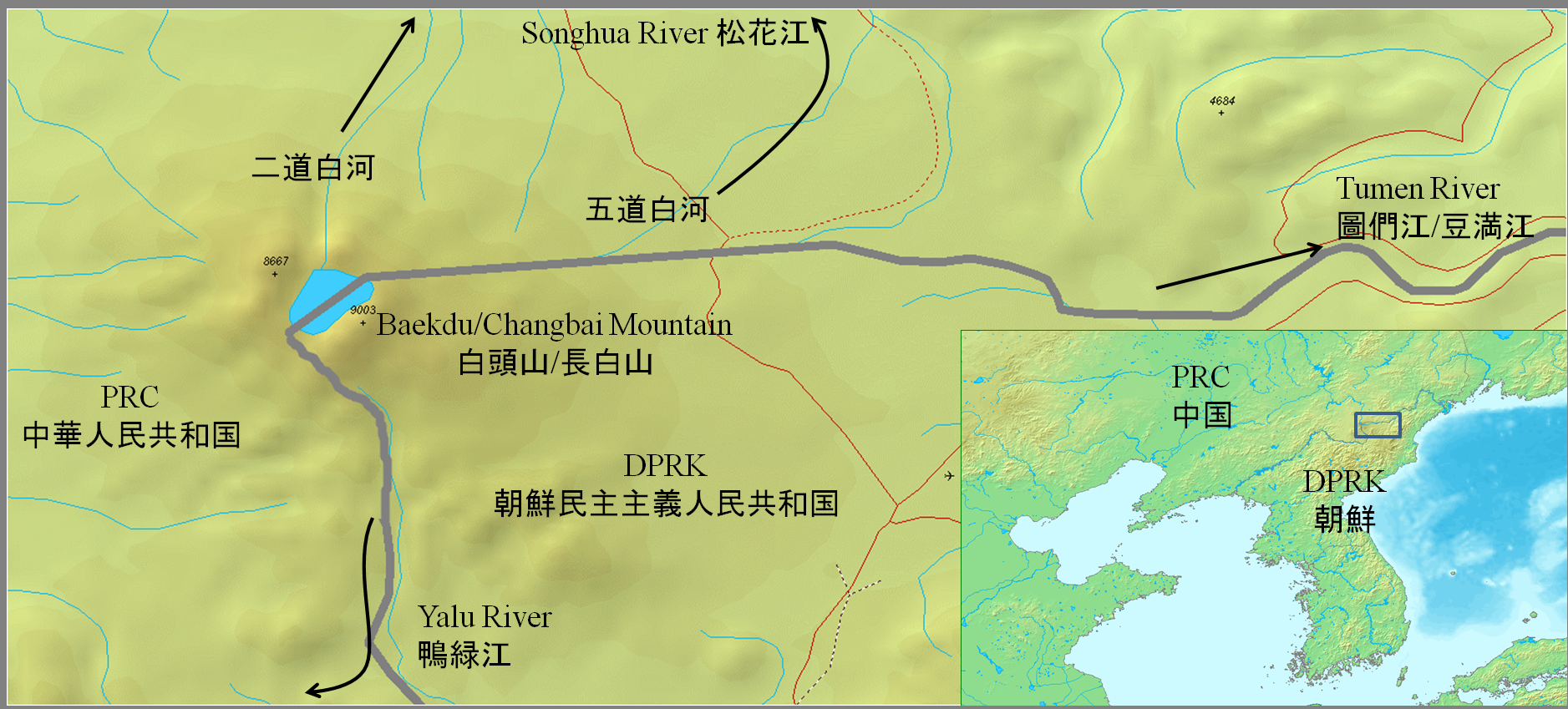
白頭山付近の中朝国境線（Google map）

日清戦争で清が日本に敗れ、清は朝鮮に対する宗主国としての地位を放棄して1897年に大韓帝国が成立した。大韓帝国を保護国とした日本は、当初は朝鮮の主張を継承して間島は朝鮮領として扱った。さらに、1907年の調査によって「土門」は松花江に流入する現在の五道白河であることも確かめた。しかし、1909年9月4日に結ばれた日清協約では、日本は清における他の権益を譲歩させるため、清の間島領有を認めた。1910年に日本は大韓帝国を併合し、中朝国境は日中国境となった。1932年に満州国が成立し、国境の両側が日本の勢力圏となった。日本領朝鮮と満州国の国境策定時には、白頭山の天池は全域が日本領朝鮮に組み入れられた。1945年の日本の敗戦により、日本は朝鮮から撤退、満州国は崩壊した。
1948年に朝鮮民主主義人民共和国（北朝鮮）が成立した後、中華人民共和国は白頭山と天池の一部を北朝鮮に割譲するよう北朝鮮からたびたび依頼された。1962年、周恩来中国国務院総理・陳毅中国外交部長官・朴成哲北朝鮮外務相が「中朝国境条約」に調印した。この条約により、中朝国境は鴨緑江・豆満江として間島は中国領とすることで確定し、白頭山上の天池をほぼ二等分（54.5%が北朝鮮領、45.5%が中国領）するように国境線が引かれた。

## 交差する交通路

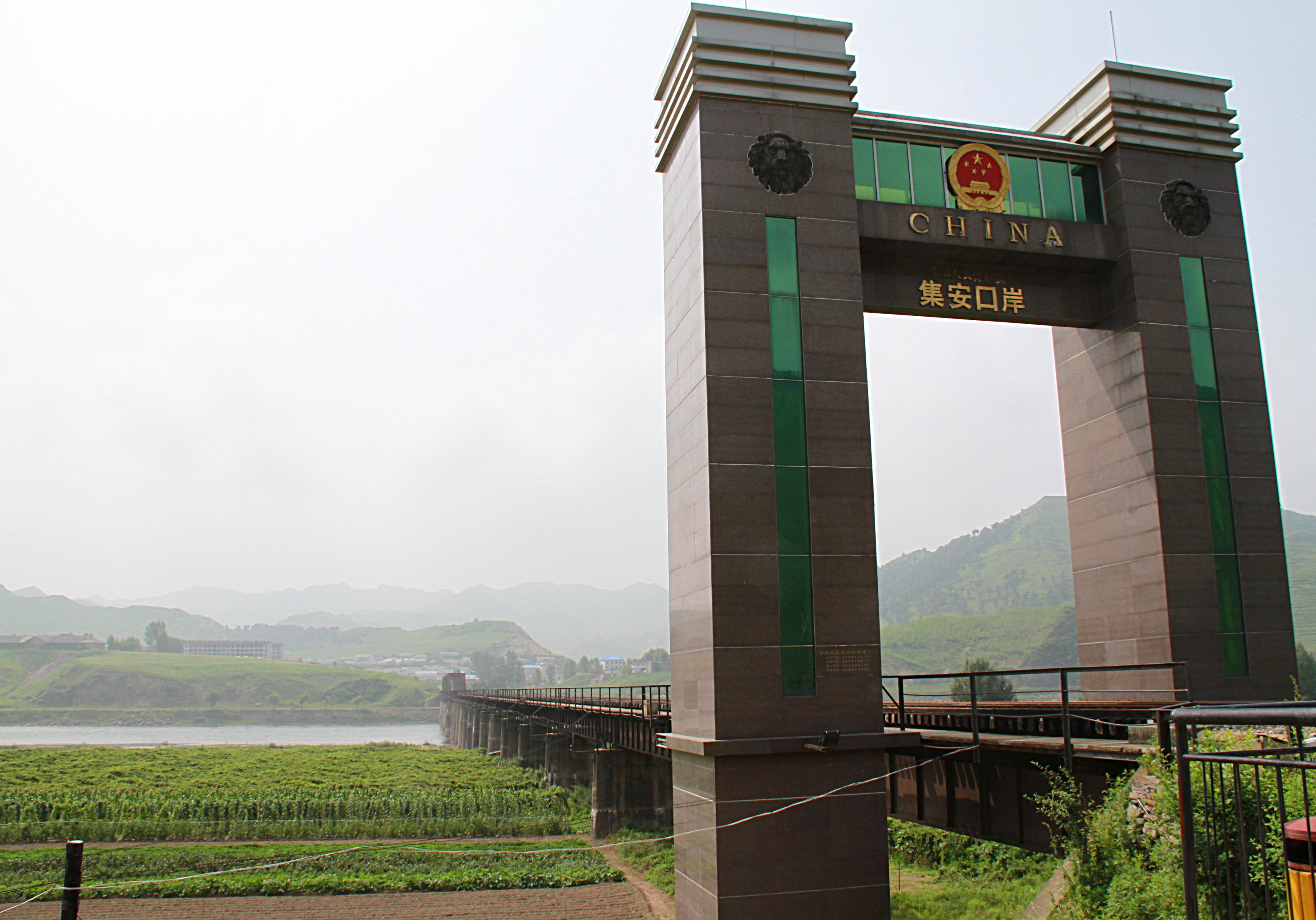
中国の集安市と北朝鮮の満浦市を結ぶ鉄道橋。

丹東市、集安市、図們市で、鉄道が国境を通っている。中国の丹東市と北朝鮮の新義州市を結ぶ中朝友誼橋は、国境を通る3つの鉄道の中で最も利用されている。吉林省集安市は四平市から400 km離れた鴨緑江上流にあり、北朝鮮の慈江道満浦市に接続している。吉林省図們市は長春市から東に527 kmの所にあり、豆満江を挟んで咸鏡北道南陽労働者区に面している。
硬座車と軟座車を連結した北京から平壌までの旅客列車が週4便、モスクワからのウラジオストク列車に連結するハルビン・瀋陽・丹東経由の貨物列車が週1便ある。
中朝国境を渡る橋は以下の通りである。2013年時点では、鉄道橋3本、道路橋11本の計14本の橋が架けられている。この他使用停止中の鉄道橋が1本あり、これを含めると計15本の橋が架けられていることになる。
- 丹東-新義州
  - 新鴨緑江大橋（建設中断中）
  - 鴨緑江断橋（鉄道橋（遺構））
  - 中朝友誼橋（鉄道道路併用橋（平義線））
- 上河口-清水[13]
  - 上河口国門鉄道橋（鉄道橋（使用中止中））
- 集安-満浦
  - 集安鴨緑江国境鉄道大橋（鉄道橋（梅集線・満浦線））
- 長白-恵山
  - 長恵国際大橋
- 臨江-中江
  - 臨江鴨緑江大橋
- 南坪-茂山
  - 南坪茂山国境橋
- 三合-会寧
  - 三合国境橋
- 開山屯-三峰
  - 開山屯税関国境橋
- 古城里-三長
  - 古城里国境橋
- 沙陀子-慶源
  - 沙陀子税関道路橋
- 圏河-元汀
  - 図們江大橋
  - 新図們江大橋
- 図們-南陽
  - 図們国境大橋
  - 図們国境鉄道大橋（鉄道橋（南陽国境線））

## 国境警備

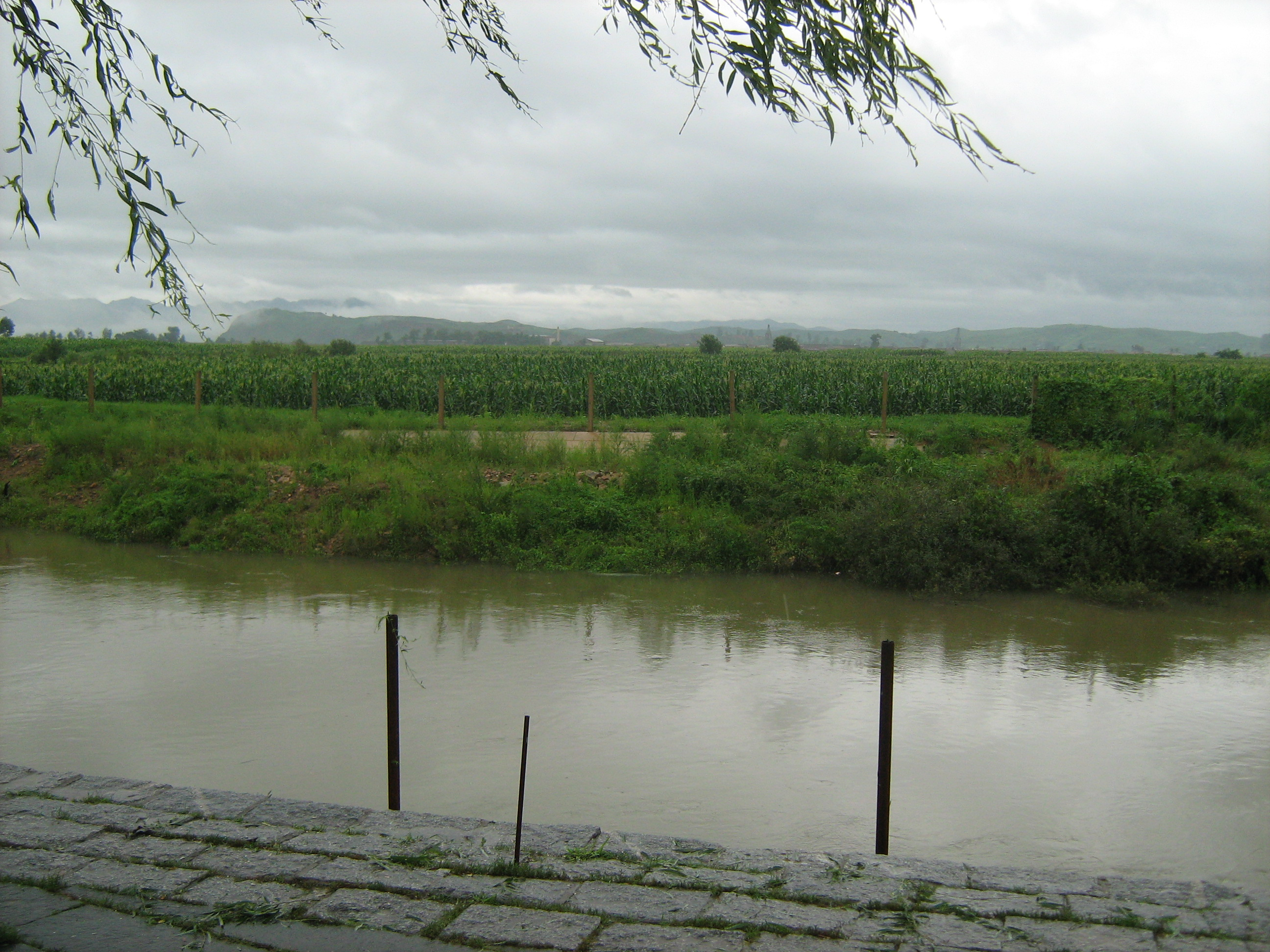
丹東市近くの鴨緑江デルタ上の国境（2012年）

1,420キロメートルの中朝国境は抜け穴が多く、多くの脱北者が中朝国境を超えて中国に入る。
2003年、中国政府は国境管理の責任を警察から軍に移管した。中国当局は2003年に鴨緑江沿いの主要な脱出ルートにワイヤフェンスを建設し始めた。
中国は、2006年9月から丹東近郊の鴨緑江デルタの川岸が低く幅が狭い箇所に20キロメートルにわたる柵を建設した。コンクリートと有刺鉄線による柵の高さは約2メートルから5メートルであった。
2007年、米国の当局者は、中国が重要な国境の前哨基地にさらに柵と施設を建設していると述べた。 同年、北朝鮮は鴨緑江に沿って10キロメートルの柵を建設し始め、またその地域を守るための道路を建設したという報告があった。
2011年、中国により丹東近くに高さ4メートル、長さ13キロメートルの新しい柵が建設されたと報告された。また、中国はパトロールを強化しており、新しい警備拠点は、広い視野を確保するために、より高い場所に建設されていると報告された。この地域の居住者は「このような強固な国境の柵がここに建設されたのは初めてで、北朝鮮の不安定な状況に関係しているようだ」と語った。その住民はまた、以前の柵が有刺鉄線のない3メートルの高さしかなかったので、「誰でも本当にやろうと思えば越えられた」と付け加えた。
2014年に丹東を訪問したジャーナリストは、警備体制が低いレベルであると報告した。2015年、柵の建設されているのは一部の例外であると報告された。2015年、国境の中国側を旅行したフォトジャーナリストは、柵が建設されているのは稀であり、鴨緑江が凍結している時ならば、そこを通過するのは簡単だろうとコメントしている。同じ報告では、国境の両側にいる人々の間の友好的交流が指摘されている。2018年、あるフォトジャーナリストが国境に沿って運転し、「どこまで行っても誰にも守られていない」と表現した。
2015年、1人の北朝鮮兵が、中朝国境に沿って住んでいた朝鮮族4人を殺害した。
朝鮮半島の緊張が高まっている時には、国境での中国軍動員の噂が頻繁に出回っている。Adam Cathcartによると、これらの噂は具体化するのが難しく、解釈が難しい。
伝えられるところでは、2017年12月7日に中国のソーシャルメディアにウイルス感染したことで中国移動通信の文書が流出し、中国政府が長白朝鮮族自治県と吉林省で中朝国境に沿って5つの難民定住拠点を作る計画が暴露された。これは明らかに、金正恩政権がアメリカ合衆国との潜在的な紛争で崩壊した場合の、大量の北朝鮮難民の流入に備えたものである。『ガーディアン』は次のように文書を引用した。「国境を越えた緊張のために……（共産）党委員会と長白朝鮮族自治県政府は県内に5つの難民キャンプを設立することを提案した。」